# (3443) Leetsungdao
(3443) Leetsungdao ist ein Asteroid des Hauptgürtels, der am 26. September 1979 am Purple-Mountain-Observatorium in Nanjing entdeckt wurde.
Der Name des Asteroiden ist von dem chinesisch-amerikanischen Physiker und Nobelpreisträger Tsung-Dao Lee abgeleitet.